# التفرعات السحائية للشريان الفقاري
تبرز التفرعات السحائية للشريان الفقاريّ (الفرع السحائيّ الخلفيّ)  من الفقاريات المقابلة للثقبة العظمى، وتتفرع بين العظم والأم الجافية في الحفرة المخيخيّة، وهو يغذّي منجل المخيخ.
وهو يتمثل بفرع واحد صغير أو فرعين صغيرين.